# Tom O'Rourke
Tom O'Rourke est un promoteur de boxe américain né le 13 mai 1856 à Boston et mort le 19 juin 1936.

## Biographie
Il entame sa carrière dans les années 1880 et se fait remarquer en étant le promoteur de George Dixon puis de Joe Walcott, Tom Sharkey et Al Palzer. 

## Distinction
- Tom O'Rourke est membre de l'International Boxing Hall of Fame depuis 1999[1].

## Référence
1. ↑  (en) Biographie sur le site de l'International Boxing Hall of Fame (ibhof.com)